# Grand Prix de Denain 1976
La 18e édition du Grand Prix de Denain a eu lieu le 20 avril 1976. Elle a été remportée par le Belge Walter Planckaert.

## Classement final
Walter Planckaert remporte la course.
| Classement final, | Classement final,    | Classement final, | Classement final, | Classement final, |
|                   | Coureur              | Pays              | Équipe            | Temps             |
| ----------------- | -------------------- | ----------------- | ----------------- | ----------------- |
| 1er               | Walter Planckaert    | Belgique          | Maes Pils-Rokado  |                   |
| 2e                | Robert Mintkiewicz   | France            | Gitane-Campagnolo |                   |
| 3e                | Eric Jacques         | Belgique          | Ebo-Cinzia        |                   |
| 4e                | André Mollet         | France            | Maes Pils-Rokado  |                   |
| 5e                | René Dillen          | Belgique          | Gitane-Campagnolo |                   |
| 6e                | Willy Van Malderghem | Belgique          |                   |                   |
| 7e                | Jan Aling            | Pays-Bas          | Ebo-Cinzia        |                   |
| 8e                | Ludo Van Staeyen     | Belgique          | Maes Pils-Rokado  |                   |
| 9e                | Luc D'Hondt          | Belgique          | Maes Pils-Rokado  |                   |
| 10e               | Eddy Demedts         | Belgique          |                   |                   |
| modifier          |                      |                   |                   |                   |